# Холцгинц
Холцгинц (њем. Holzgünz) општина је у њемачкој савезној држави Баварска. Једно је од 52 општинска средишта округа Унтералгој. Према процјени из 2010. у општини је живјело 1.179 становника. Посједује регионалну шифру (AGS) 9778151.

## Географски и демографски подаци
Холцгинц се налази у савезној држави Баварска у округу Унтералгој. Општина се налази на надморској висини од 602 метра. Површина општине износи 12,1 km². У самом мјесту је, према процјени из 2010. године, живјело 1.179 становника. Просјечна густина становништва износи 97 становника/km².